# Paul Réneau
Paul Réneau, född 28 september 1960, är en friidrottare från Belize. Han deltog vid olympiska sommarspelen 1984 och olympiska sommarspelen 1988.